# Лафар (дворянский род)
Лафар или де Лафар, также Ла Фар (фр. de La Fare) — французский дворянский род из Виварэ (Vivarais).

## Знаменитые представители
- Лафар, Шарль де (Charles, marquis de La Fare et de Montclar, 1613—1654) — генерал французской армии, участвовал в итальянских войнах 1639—1643 гг. Был женат на Jacqueline de Borne, dame de Laugères.

- Его сын Лафар, Шарль-Огюст де (Charles Auguste, marquis de La Fare, comte de Laugères, baron de Balasuc, 1644—1712) — французский поэт, написал: «Poésies», «Mémoires et réflexions sur les principaux événements du règne de Louis XIV» (Роттердам, 1716; Париж, 1886); "Pentheé (опера). Был женат на Jeanne de Lux (1684).

- Лафар, Филипп-Шарль де (Philippe Charles, marquis de La Fare, comte de Laugères, 1687—1752) — маршал Франции; в 1714 г. участвовал в осаде Барселоны, в 1741 г. руководил осадой Праги, в 1746 г. участвовал в походе в Нидерланды; приближенный регента Филиппа Орлеанского. Был женат на Françoise Paparel (1713).

- Лафар, Анн-Луи-Анри де (Anne-Louis-Henri de La Fare, 1752—1829) — кардинал; во время революции 1789 г. эмигрировал в Вену и сделался духовником герцогини Ангулемской; в 1814 г. возвратился во Францию и был назначен пэром; в 1823 г. стал кардиналом и участвовал в конклавах 1823 и 1829 гг. Был известен своими проповедями.